# Passaporto per Pimlico
Passaporto per Pimlico (Passport to Pimlico) è un film del 1949 diretto da Henry Cornelius. 
Nel 1950 ricevette la candidatura agli Oscar per la migliore sceneggiatura originale nella persona di T.E.B. Clark e ai British Academy of Film and Television Arts come miglior film.

## Trama
Quando, appena conclusa la seconda guerra mondiale, i ragazzini terribili del quartiere londinese di Pimlico fanno esplodere un ordigno per il quale era stata approntata una buca enorme per permetterne l'estrazione e poi brillarlo, viene alla luce il sotterraneo di un vecchio maniero dimenticato nel quale era nascosto un enorme tesoro.
Tra le cose preziose ritrovate c'è un documento che rivela come quel quartiere sia da considerarsi parte del territorio della Borgogna per un vecchio accordo mai decaduto. 
Il governo britannico tenta in ogni modo di non riconoscere il trattato, ma i cittadini di Pimlico optano per l'indipendenza. Non dovendo sottostare alle dure restrizioni provocate dalla guerra, Pimlico diventa così zona franca e, per accedere al resto di Londra, gli abitanti devono esibire il passaporto, come devono fare gli altri londinesi per poter entrare a Pimlico.
Il governo centrale però, non volendo cedere nella trattativa, usa le maniere forti, e taglia le forniture di energia elettrica, acqua e cibo, mettendo in grande difficoltà gli abitanti di Pimlico. Questi, però, dapprima con astuzia, e poi grazie alla solidarietà degli abitanti dei vicini quartieri, finiscono per cavarsela benissimo e soprattutto acquisiscono il favore dell'opinione pubblica che fa così pressione sul governo.
Così Borgogna e Gran Bretagna trovano un accordo vantaggioso per entrambi e con l'abbattimento definitivo della frontiera viene fatta una grande festa che è interrotta solo da uno scroscio di pioggia che pone fine a un lungo periodo di calura e siccità.